# Renato Zaccarelli
Renato Zaccarelli (né le 18 janvier 1951 à Ancône, dans les Marches) est un footballeur, un entraîneur et un dirigeant sportif italien.

## Biographie
En tant que milieu de terrain, il fut international italien à 25 reprises (1975-1980) pour deux buts. Son premier match avec la sélection fut joué le 26 octobre 1975, contre la Pologne qui se solda par un score de 0-0.
Il participa à la Coupe du monde de football 1978, en Argentine. Il fut 3 fois remplaçant (France, Argentine et RFA) et deux fois titulaire (Autriche et Pays-Bas), inscrivant un but à la 54e minute contre la France pour une victoire 2 buts à 1 des italiens.
En 1978, il est cité dans la célèbre chanson italienne Nuntereggae più de Rino Gaetano, avec d'autres joueurs de l'époque comme Causio, Musiello, Antognoni et Tardelli.
Il fut dans la liste des joueurs italiens pour l'Euro 1980, mais ne joua pas une seule minute.
En tant que joueur, il joua d'abord dans des clubs de seconde division puis joua au Torino FC, où il remporta le championnat d'Italie en 1976.
Il fut entraîneur de l'équipe d'Italie espoirs de football, puis à deux reprises entraîneur du Torino FC en 2003 et en 2005.

## Clubs
En tant que joueur
- 1968-1969 : Calcio Catania
- 1969-1971 : Torino FC
- 1971-1973 : Novara Calcio
- 1973-1974 : Hellas Vérone
- 1974-1987 : Torino FC

En tant qu'entraîneur
- Italie espoirs
- 2003 : Torino FC
- 2005 : Torino FC

## Palmarès
- Championnat d'Italie de football

- - Champion en 1976
  - Vice-champion en 1977 et en 1985
  - Troisième en 1978
- Coupe d'Italie de football
  - Vainqueur en 1971
- Coupe du monde de football
  - Quatrième en 1978